# Camila (Band)

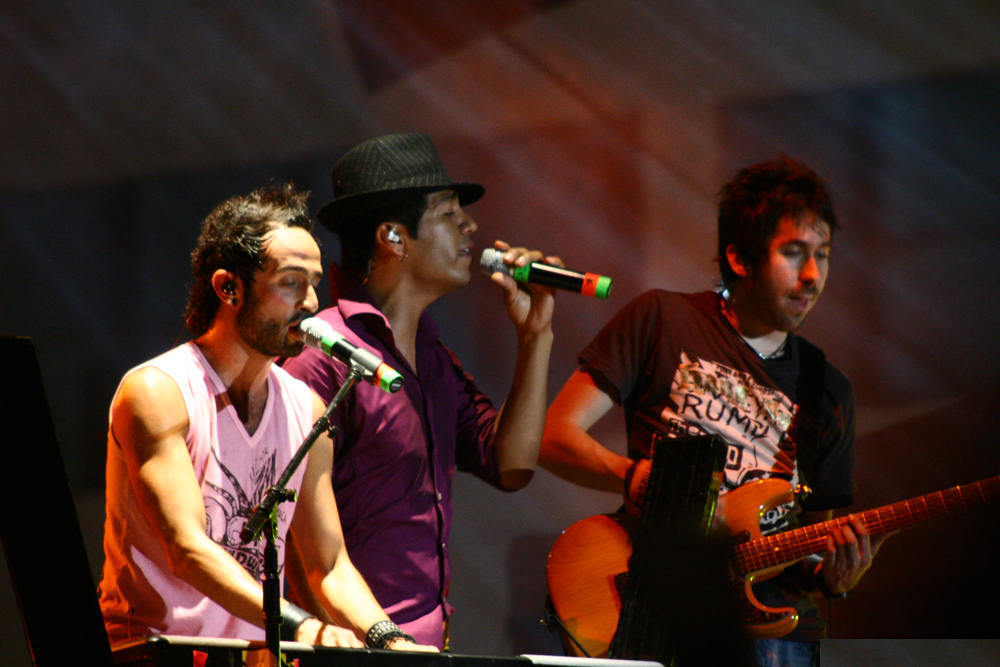
Von links nach rechts: Domm, Samo, Hurtado

Camila ist ein mexikanisches Trio des Latin Pop, das 2005 gegründet wurde und aus Mario Domm, (Leiter, Komponist, Produzent), Pablo Hurtado, (Gitarrist) und Samuel „Samo“ Parra (Sänger) besteht.

## Erfolg
2006 veröffentlichten Camila ihr Debütalbum Todo cambió, welches in ihrer Heimat Platz eins erreichte. Im Juli 2010 erreichte das zweite Album Dejarte de amar erstmals den ersten Platz der mexikanischen Charts und hielt sich acht Wochen auf dieser Position. Dejarte de amar erreichte auch Platz 27 in Spanien.

## Diskografie

### Alben
| Jahr | Titel Musiklabel                  | Höchstplatzierung, Gesamtwochen, AuszeichnungChartplatzierungen (Jahr, Titel, Musiklabel, Platzierungen, Wochen, Auszeichnungen, Anmerkungen) | Höchstplatzierung, Gesamtwochen, AuszeichnungChartplatzierungen (Jahr, Titel, Musiklabel, Platzierungen, Wochen, Auszeichnungen, Anmerkungen) | Höchstplatzierung, Gesamtwochen, AuszeichnungChartplatzierungen (Jahr, Titel, Musiklabel, Platzierungen, Wochen, Auszeichnungen, Anmerkungen) | Höchstplatzierung, Gesamtwochen, AuszeichnungChartplatzierungen (Jahr, Titel, Musiklabel, Platzierungen, Wochen, Auszeichnungen, Anmerkungen) | Anmerkungen                                                                     |
| Jahr | Titel Musiklabel                  | US | Latin | ES | MX | Anmerkungen                                                                     |
| ---- | --------------------------------- | --- | --- | --- | --- | ------------------------------------------------------------------------------- |
| 2006 | Todo cambió Sony Latin (Sony BMG) | US76 (36 Wo.)US | Latin1 Platin · (84 Wo.)Latin | — | MX1 Diamant · (165 Wo.)MX | Erstveröffentlichung: 9. Mai 2006                                               |
| 2010 | Dejarte de amar Sony Latin (Sony) | US64 (16 Wo.)US | Latin1 Platin · (157 Wo.)Latin | ES27 (49 Wo.)ES | MX1 ×2Doppeldiamant + Doppelplatin · (99 Wo.)MX                                                                                               | Erstveröffentlichung: 9. Februar 2010                                           |
| 2014 | Elypse Columbia Records (Sony)    | US152 (1 Wo.)US | Latin5 (33 Wo.)Latin | ES17 (3 Wo.)ES | MX3 ×2Doppelplatin · (29 Wo.)MX | Erstveröffentlichung: 3. Juni 2014                                              |
| 2016 | Greatest Hits Sony Music (Sony)   | — | Latin41 (7 Wo.)Latin | — | — | Erstveröffentlichung: 9. Dezember 2016 Charteinstieg: 21. Juli 2018 Kompilation |
| 2019 | 4 LatiDos Tour Sony Music (Sony)  | — | Latin40 (2 Wo.)Latin | — | MX2 (25 Wo.)MX | Erstveröffentlichung: 29. März 2019 Livealbum, mit Sin Bandera                  |

### Singles
| Jahr | Titel Album                             | Höchstplatzierung, Gesamtwochen, AuszeichnungChartplatzierungen (Jahr, Titel, Album, Platzierungen, Wochen, Auszeichnungen, Anmerkungen) | Höchstplatzierung, Gesamtwochen, AuszeichnungChartplatzierungen (Jahr, Titel, Album, Platzierungen, Wochen, Auszeichnungen, Anmerkungen) | Höchstplatzierung, Gesamtwochen, AuszeichnungChartplatzierungen (Jahr, Titel, Album, Platzierungen, Wochen, Auszeichnungen, Anmerkungen) | Anmerkungen                             |
| Jahr | Titel Album                             | Latin | ES | MX | Anmerkungen                             |
| ---- | --------------------------------------- | --- | --- | --- | --------------------------------------- |
| 2006 | Abrázame Todo cambió                    | Latin30 (18 Wo.)Latin | — | MX— Platin (Ringtone)MX | Erstveröffentlichung: 13. März 2006     |
| 2006 | Todo cambió                             | Latin9 (25 Wo.)Latin | — | MX— ×3×2Dreifachdiamant + Doppelplatin (Ringtone)MX                                                                                      | Erstveröffentlichung: 11. Dezember 2006 |
| 2007 | Yo Quiero Todo cambió                   | Latin12 (17 Wo.)Latin | — | — | Erstveröffentlichung: 12. März 2007     |
| 2007 | Sólo para ti Todo cambió                | Latin18 (11 Wo.)Latin | — | MX— ×7Siebenfachgold + Gold (Ringtone)MX                                                                                                 | Erstveröffentlichung: 7. Mai 2007       |
| 2008 | Me Da Igual Todo cambió                 | Latin27 (15 Wo.)Latin | — | — | Erstveröffentlichung: 11. Februar 2008  |
| 2009 | Mientes Dejarte de amar                 | Latin4 (29 Wo.)Latin | ES11 Platin · (23 Wo.)ES | MX— ×2×5Doppeldiamant + FünffachgoldMX                                                                                                   | Erstveröffentlichung: 16. November 2009 |
| 2010 | Aléjate de mí Dejarte de amar           | Latin3 (20 Wo.)Latin | — | MX— ×3Diamant + DreifachplatinMX | Erstveröffentlichung: 12. April 2010    |
| 2010 | Bésame Dejarte de amar                  | Latin9 (20 Wo.)Latin | — | MX— DiamantMX | Erstveröffentlichung: 12. Juli 2010     |
| 2010 | Entre tus alas Dejarte de amar          | Latin23 (15 Wo.)Latin | — | MX— PlatinMX | Erstveröffentlichung: 15. November 2010 |
| 2011 | De mí Dejarte de amar                   | Latin18 (18 Wo.)Latin | — | MX— ×5FünffachgoldMX | Erstveröffentlichung: 30. Mai 2011      |
| 2011 | De qué me sirve la vida Dejarte de amar | Latin24 (9 Wo.)Latin | — | MX— DiamantMX | Erstveröffentlichung: 31. Oktober 2011  |
| 2014 | Decidiste dejarme Elypse                | Latin14 (20 Wo.)Latin | — | MX— ×5FünffachgoldMX | Erstveröffentlichung: 24. März 2014     |
| 2014 | Perdon Elypse                           | Latin16 (20 Wo.)Latin | — | — | Erstveröffentlichung: 29. Mai 2014      |
| 2015 | Quedate Elypse                          | Latin39 (6 Wo.)Latin | — | — | Erstveröffentlichung: 13. Januar 2015   |

grau schraffiert: keine Chartdaten aus diesem Jahr verfügbar
Weitere Singles
- 2006: Coleccionista de canciones (MX: ×4Vierfachplatin + Platin (Ringtone) )
- 2019: Te confieso (MX: ×3Dreifachgold )

## Auszeichnungen für Musikverkäufe
| Goldene Schallplatte - Argentinien - 2010: für das Album Dejarte de Amar 3× Platin-Schallplatte - Mexiko - 2024: für das Lied La vida entera |

Anmerkung: Auszeichnungen in Ländern aus den Charttabellen bzw. Chartboxen sind in ebendiesen zu finden.
| Land/RegionAuszeichnungen für Musikverkäufe (Land/Region, Auszeichnungen, Verkäufe, Quellen) | Gold     | Platin       | Diamant       | Verkäufe  | Quellen             |
| -------------------------------------------------------------------------------------------- | -------- | ------------ | ------------- | --------- | ------------------- |
| Argentinien (CAPIF)                                                                          | Gold1    | —            | —             | 20.000    | Einzelnachweise     |
| Mexiko (AMPROFON)                                                                            | 6× Gold6 | 29× Platin29 | 11× Diamant11 | 5.100.000 | amprofon.com.mx     |
| Spanien (Promusicae)                                                                         | —        | Platin1      | —             | 60.000    | elportaldemusica.es |
| Vereinigte Staaten (RIAA)                                                                    | —        | 2× Platin2   | —             | 120.000   | riaa.com            |
| Insgesamt                                                                                    | 7× Gold7 | 32× Platin32 | 11× Diamant11 |           |                     |